# Aramit
Aramit (englisch Aramite) ist eine chemische Verbindung aus der Gruppe der Schwefligsäureester.

## Gewinnung und Darstellung
Aramit kann durch Reaktion von Chlorethylchlorsulfinat mit 2-(p-tert-Butylphenoxy)isopropanol in Benzol bei 20 bis 50 °C gewonnen werden.

## Eigenschaften
Aramit ist eine farb- und geruchlose Flüssigkeit, die praktisch unlöslich in Wasser ist. Sie ist löslich in organischen Lösungsmitteln wie Aceton, Benzol, Hexan und anderen. In aliphatischen Kohlenwasserstoffen sinkt die Löslichkeit stark mit sinkender Temperatur. Die Verbindung ist stabil unter normalen Bedingungen, zersetzt sich aber langsam unter stark sauren oder basischen Bedingungen.

## Verwendung
Aramit ist ein krebserregendes Akarizid, das häufig zur Bekämpfung der Sechsfleckmilbe (Eotetranychus sexmaculatus), der Europäischen Roten Milbe (Panonychus ulmi) und anderer Milben eingesetzt wurde, die Nutzpflanzen befallen. Die Verbindung wurde 1948 durch W. D. Harris in Naugatuck, in einem Betrieb der United States Rubber Company, entdeckt und 1954 auf den Markt gebracht. Die Produktion in den USA wurde etwa 1975 eingestellt.